# Adam Samuel Hartmann
Adam Samuel Hartmann (7. září 1627 Praha – 29. května 1691 Rotterdam), českobratrský duchovní a biskup, doktor teologie, autor cestopisného deníku a překladatel. Kromě vynikajícího vzdělání se vyznačoval nadkonfesními a usmiřovacími snahami, kterými si v exilu vydobyl respekt jak mezi luterány, tak mezi reformovanými.

## Rodina a vzdělání
Jeho otec Adam Hartman (1589 – po 1647) byl českobratrský duchovní a exulant, který v Lešně spolupracoval s J. A. Komenským. S ním se ve 40. letech 17. století účastnil jednání s představiteli polské větve Jednoty bratrské. V Jednotě bratrské spolu působili jako zástupci českomoravské větve a v roce 1634 bylo za jejich účasti ve Włodawě dojednáno spojení malopolské a litevské reformované církve s polskou větví Jednoty bratrské.
Adam Samuel Hartmann měl bratra Pavla. Pavel Hartmann a Samuel Junius (mladý český duchovní) doprovázeli po požáru Lešna v roce 1656 J. A. Komenského do Amsterodamu.
Adam Samuel Hartmann studoval v Toruni, Královci, Frankfurtu nad Odrou, Wittenbergu, Lipsku a Oxfordu. Spolu s Petrem Figulem doprovázel v roce 1650 Jana Amose Komenského do uherského Sárospataku. Od 1652 působil jako polský kazatel, v roce 1656 byl pastorem polské větve Jednoty bratrské a rektorem bratrského gymnázia v Lešně.

## Po roce 1656
Po požáru a poničení Lešna (1656) odešel do Slezska. Odtud byl představiteli („staršími“) Jednoty bratrské vyslán spolu s kantorem lešenského gymnázia (Pavel Cyrillus, příbuzný J. A. Komenského) do Německa a Nizozemska, aby tam pro strádající bratry polského sboru získali finanční pomoc. Tímto úkolem byl již před nimi pověřen Jan Amos Komenský, kterému se (později) příchod další delegace nezamlouval. Dne 27. května 1657 dorazila tato dvoučlenná delegace do Berlína, 14. června do Hamburku a 29. června 1657 do Amsterodamu. Popis cesty zachytil A. S. Hartmann ve svém rukopisném deníku Itinerarium Germano-Belgicum. V něm popisuje, že o ubytování v Amsterodamu se mu postaral jeho bratr Pavel. Dále pak popisuje, jak jej i jeho kolegu zaměstnal J. A. Komenský. Bylo jim uloženo, aby přeložili do němčiny předmluvu a traktát o prorocích De prophetia et prophetis k dílu Lux et tenebris (prorocká vidění Kotteria, Drabíka a Poniatowské). Tento překlad pořizoval Komenský pro svého příznivce Laurense de Geera, švédsko-nizozemského podnikatele, který jej pozval po požáru Lešna do Amsterodamu. Poté, dne 10. července 1657, odplula Hartmannova dvoučlenná delegace do Delftu a 7. září dorazila do Paříže.
Na západě si Adam Samuel prodloužil svůj pobyt až do roku 1659. Poté působil jako správce sboru ve Wieszkowě (nedaleko Lešna). V roce 1662 byl ordinován na konseniora a vrátil do Lešna. Tam působil jako kazatel německého sboru a opět jako rektor školy. V roce 1673 byl zvolen seniorem polské jednoty, usadil se ve Štětíně a mezi 1680–81 podnikl svou druhou cestu do Nizozemska a Anglie. Tam obnovil své studium na Oxfordské univerzitě a byl včleněn in numerum professorum theologorum Oxoniensium (do řad oxfordských profesorů teologie) – tj. získal doktorát z teologie. Poté opět působil v Lešně, kde se stal vychovatelem pozdějšího polského krále Stanisława Leszczyńského. Do Anglie se vrátil ještě jednou v roce 1690 a na zpáteční cestě zemřel.

## Dílo
- Itinerarium Germano-Belgicum (1657). Bylo vydáno v roce 1899; Tagebuch A. S. H.s über seine Kollektenreise im Jahre 1657–1659, Ed Rodger Prümers v Zeitschrift der Historischen Gesellschaft für die Provinz Posen 14/1899, Poznaň, s. 79–157, 203–246. Cestopisný deník. Toto dílo je (k roku1989) nezvěstné.
- Lux et tenebris (prorocká vidění Kotteria, Drabíka a Poniatowské). Překlad revelací do němčiny.